# San Giovanni a Mare (Napulj)
San Giovanni a Mare ( Talijanski: [ˈsan dʒoˈvanni a mˈmaːre] Sveti Ivan na moru) je crkva u Napulju, Italija; nalazi se u blizini dokova, nedaleko od crkve Sant'Eligio Maggiore.
Romaničku crkvu podigli su benediktinci prije 12. stoljeća. Do 13. stoljeća crkva je bila pripojena hostelu viteškog reda Gerosolimitani ("Vitezovi bolničari"). Neko je vrijeme i crkva pripadala vitezovima. Konačište je zatvoreno od strane Napoleonovih sila, ali je vraćen Crkvi 1828. godine. Crkva je nedavno obnovljena. Unutarnji stupovi su spolija . Arapski i bizantski utjecaji mogu se vidjeti u nekim stupovima apside. Ostali lukovi u kupoli podsjećaju na arhitekturu Amalfija.

## Donna Marianna:glavarica Napulja
U atriju je kopija starogrčkog poprsja; original se trenutno nalazi u Palazzo San Giacomo. Sada se naziva Donna Marianna ili Glava ("Testa") Napulja, nekoć je pronađena na Piazza del Mercato ("Plaza tržnice"). Poprsje je najvjerojatnije nekoć bilo dio skulpture koja je prikazivala grčku mitološku sirenu Partenopu, povezanu s pričom o Odiseju, a posebno povezanu s krševitim liticama i otocima u Napuljskom zaljevu. S vremenom je poganska bista postala simbol grada i paradoksalno se našla zaštićena unutar crkve. Bio je oštećen i prijetilo mu je uništenje u razdoblju nakon Napuljske Republike 1647. i 1799. godine. U kasnijem razdoblju poprsje se počelo povezivati s Marianne, simbolom Francuske revolucije.

## Vanjske poveznice
|  | Zajednički poslužitelj ima još gradiva o temi San Giovanni a Mare (Napulj) |